# Atelopus chocoensis
Atelopus chocoensis és una espècie d'amfibi terrestre pertanyent a la família dels bufònids, de la qual no hi ha cap registre confirmat des del 1998 i només se'n coneixen 10 espècimens.

## Etimologia
El seu epítet, chocoensis (compost de choco i del sufix llatí -ensis), fa referència a l'indret del seu descobriment: el departament de Chocó a Colòmbia.

## Reproducció
Els seus hàbits reproductius són desconeguts, tot i que és probable que tinguin lloc en rierols.

## Hàbitat i distribució geogràfica
És un endemisme del vessant pacífic de Colòmbia entre 1.900 i 2.200 m d'altitud: els boscos montans del Cerro del Inglés (a prop de la Serranía de los Paraguas al departament de Chocó) i del municipi d'El Cairo al departament del Valle del Cauca.

## Principals amenaces i conservació
Igual que les altres espècies d'Atelopus, hom suposa que es troba en greu risc d'extinció a causa de la quitridiomicosi. A més, la pèrdua del seu hàbitat (per culpa de la desforestació i de les pràctiques agrícoles i ramaderes) és també una amenaça important. L'estat de la població actual és desconegut i no ha estat observada en hàbitats antropogènicament pertorbats.